# Trello
Trello — безкоштовна багатоплатформна система управління проєктами, розроблена Trello Enterprise, дочірньою компанією Atlassian. Створена у 2011 році компанією Fog Creek Software (тепер Glitch) для створення окремої компанії в Нью-Йорку у 2014 році й продана Atlassian в січні 2017 року.
Вона використовує парадигму керування проєктами, відому як канбан. Проєкти зображуються дошками, що містять списки. Списки містять картки, якими зображуються задачі. Картки повинні переходити з попереднього списку до наступного (за допомогою перетягування), таким чином зображаючи рух якоїсь функції від ідеї, аж до тестування. Картці може бути присвоєно відповідальних за неї користувачів. Користувачі та дошки можуть об'єднуватись в команди.
2017 року журнал PC оцінив сервіс Trello у 3,5 з 5 зірок, назвавши його гнучким і креативним.

## Історія
Назва Trello походить від слова «trellis», яке було кодовою назвою проєкту на його ранніх стадіях. Trello був випущений на заході TechCrunch засновником Fog Creek Джоелом Сполскі. У вересні 2011 року журнал Wired назвав додаток одним із «7 найкрутіших стартапів, про які ви ще не чули». Lifehacker сказав, що «це робить співпрацю над проєктом простою та приємною».
У 2014 році компанія залучила 10,3 мільйона доларів США від Index Ventures і Spark Capital. До свого придбання Trello продала 22 % своїх акцій інвесторам, а решту акцій належали засновникам Майклу Прайору та Джоелу Спольскі. У травні 2016 року Trello заявила, що має понад 1,1 мільйона активних користувачів щодня і 14 мільйонів реєстрацій.
9 січня 2017 року Atlassian оголосила про намір придбати Trello за 425 мільйонів доларів. Трансакцію було здійснено на суму 360 мільйонів доларів готівкою та 65 мільйонів доларів у вигляді акцій та опціонів.
У грудні 2018 року Trello Enterprise оголосила про придбання Butler, компанії, яка розробила «Power-Up» для автоматизації завдань на платі Trello.
Trello оголосила про 35 мільйонів користувачів у березні 2019 року та 50 мільйонів користувачів у жовтні 2019 року.

## Особливості
Trello має обмежену підтримку тегів у вигляді шести кольорових міток. Картки можуть містити коментарі, вкладення, дату завершення та переліки (списки підзадач). Форматуються картки розміткою Markdown. Також Trello має API. Станом на 2017 рік, підтримуються такі мобільні платформи, як iPhone та Android. Застосунок для iPad було випущено 12 березня 2013 року.
Інтерфейс програми працює в форматі drag-and-drop, всі дані оновлюються динамічно на фоні. Серед недоліків: система не працює в режимі офлайн, безплатні плани мають обмеження на розмір приєднаних файлів у 10 Мб (250 Мб для платних акаунтів), відсутня можливість редагувати коментарі.

## Архітектура
Сайт побудовано на основі MongoDB, Node.js та Backbone.js.